# Olivier Deschacht
Olivier Deschacht (Gent, 16 de fevereiro de 1981) é um ex-futebolista belga que atuava como lateral-esquerdo ou também como zagueiro. Atualmente é auxiliar-técnico da seleção Sub-21 da Bélgica.

## Carreira
Formado no Begonia Lochristi, uma equipe amadora de seu país, Deschacht passou também por AA Gent e Lokeren (ambos nas categorias de base) antes de se profissionalizar no Anderlecht (2001 a 2018). Com a saída de Bart Goor para o Germinal Beerschot em 2007, virou capitão da equipe.
Após 602 partidas (395 pela Jupiler Pro League) e 11 gols, o lateral-esquerdo regressou ao Lokeren (treinado por Glen De Boeck, ex-companheiro de Deschacht no Anderlecht entre 2001 e 2005), desta vez para jogar profissionalmente. Após 24 jogos e 2 gols pelos Tricolores, o zagueiro assinou com o Zulte Waregem para a temporada 2019–20.
Em abril de 2021, Deschacht anunciou sua aposentadoria dos gramados ao final da temporada. A última de suas 714 partidas como profissional (entre clubes, e seleções principal e sub-21 da Bélgica) fora na derrota por 7 a 2 para o Gent, tendo levado um cartão amarelo.
Voltou à ativa em outubro do mesmo ano, quando assumiu o cargo de auxiliar-técnico de Jacky Mathijssen na seleção belga Sub-21.

## Seleção Belga
Jogou pela primeira vez na Seleção Belga em 2003, um ano depois da Copa de 2002, para a qual não chegou a ser lembrado na convocação, embora já estivesse atuando pela equipe Sub-21. Com a impressionante queda de rendimento dos Diables rouges, pouco fez para evitar as não-classificações para a Eurocopa de 2004, a Copa de 2006, a Eurocopa de 2008 e a Copa de 2010, onde a Bélgica, inclusive, chegou a perder para a fraca seleção da Armênia, causando a saída do técnico Franky Vercauteren.
Mesmo não entrando em campo pela Seleção Belga desde 2010, Deschacht foi convocado por Marc Wilmots para as eliminatórias da Eurocopa de 2016, mas ficou de fora do torneio.

## Vida pessoal
Desde agosto de 2007, o lateral-esquerdo é casado com a modelo Annelien Coorevits, eleita Miss Bélgica no mesmo ano.

## Títulos
Anderlecht
- Jupiler Pro League: 7 (2003–04, 2005–06, 2006–07, 2009–10, 2011–12, 2012–13, 2013–14 e 2016–17)
- Copa da Bélgica: 1 (2007–08)
- Supercopa da Bélgica: 6 (2006, 2007, 2010, 2012, 2013 e 2014)